# ユキプロダクション
ユキプロダクション（YukiProduction）とは、東京都渋谷区に所在する日本の芸能事務所である。通称「ユキプロ」。
東京都渋谷区神宮前1-14-29原宿マンションズ45に所在していたが、東京都渋谷区富ヶ谷1-41-7 クリサンテ2004に移転。
静岡県富士市富士宮市に同じ名前のプロダクションがあるが関係性はない。

## 所属タレント
- 佐藤望美

## 過去の在籍者
- 由井香織（現在はプラチナムプロダクションに所属）

- 中岡志保
- 尾崎有彩
- 椿原愛
- 鈴原りこ

### 劇団
- 劇団 爆烈ゲキ情！

### アイドル
- 原宿オズ
- ルミ☆ナリィ
- 紅茶パレット
- ポテン・ヒッツ